# Simbaci I el Màrtir
Simbaci I el Màrtir (armeni: Սմբատ Ա) va ser rei d'Armènia de l'any 890 al 914. Formava part de la família dels bagràtides.

## Antecedents
Era fill d'Asoci I el gran qui abans del 885 havia donat el govern de Kars i Gugarq al seu germà Abas, sparapet d'Armènia. Abas es va absentar l'any 888 i durant la seva absència es va revoltar la província de Gugarq (Somkhètia). El fill d'Asoci el gran, Simbaci, va ser el que va sufocar la revolta. Es trobava en aquell lloc l'any 890 quan va morir Asoci a Bagaran i Simbaci hi va acudir ràpidament i va ser nomenat successor. Es va establir a Shirakavan (Erazgavorq).

## Aspiracions d'Abas de Gugarq al tron
El seu oncle, l'sparapet Abas, també aspirava a la successió, però la mediació del patriarca Jordi II va portar a un acord, aviat trencat. Abas va retenir al curopalata georgià Adarnases II, vassall de Simbaci, quan el va anar a visitar al castell de Kars. Simbaci el va assetjar. Abas va alliberar a Adarnases II a canvi d'obtenir el perdó, l'any 892. Poc després Simbaci va rebre la confirmació del càrrec del califa Al-Motamid i de l'emperador Lleó VI el Filòsof. La corona califal li va enviar Muhàmmad al-Afxín, governador de l'Azerbaidjan i ostikan d'Armènia.

## Shake es proclama regne
L'ixkhan de Shake (a l'Aghuània), Hamam, també va voler el títol reial i el va agafar de forma unilateral l'any 893, però va mantenir la lleialtat a Simbaci.

## Primeres lluites amb Muhàmmad ibn Abi-s-Saj al-Afxín
L'any 893 va enviar una ambaixada a l'Imperi Romà d'Orient per retre homenatge com a vassall a l'emperador. Al mateix temps l'emperador va acollir al príncep Asoci de Taron, fill de David Arqaik, establert a Constantinoble.
L'emir Muhàmmad ibn Abi-s-Saj al-Afxín va considerar l'ambaixada una traïció i va preparar una expedició. Simbaci va reunir un exèrcit i ambdues parts es van trobar a la frontera, al districte de Radokq. Simbaci va explicar que la seva amistat amb Bizanci era en interès del Califat, que la relació era política i al califat li interessava un estat tampó i fins i tot una bona relació comercial amb els romans d'Orient. Al-Afxín i Simbaci van fer les paus.

## Doble destrucció de Dvin
A la seva tornada Simbaci va passar per Dvin on governava un emir depenent d'al-Afxín per ser vassall del Califa, i del rei d'Armènia per estar dins als seus territoris, i que en aquest moment era governada per dos germans que es deien Muhammad i Umai, que li van tancar les portes. Simbaci va atacar la ciutat, que va patir destruccions importants; els dos emirs es van escapar de nit però van ser capturats i enviats a la cort de l'Imperi Romà d'Orient. La caiguda de Dvin està datada el divendres sant de l'any 893. Aquest mateix any Dvin va ser destruïda per un terratrèmol que va fer setanta mil morts. El patriarca Jordi II que va resultar il·lès, es va establir a Norkalak (Vagharxapat).

## Segon conflicte amb Muhàmmad ibn Abi-s-Saj al-Afxín
Durant els següents anys Armènia va prosperar, i al-Afxín per la seva banda es va convertir de fet en sobirà independent (dinastia sàjida), i un dia va envair Armènia des del Naxçıvan i va ocupar Dvin abans que Simbaci pogués reaccionar. Simbaci va concentrar forces a Vazdan al peu de la muntanya Aragadz (Alagoz). El patriarca Jordi II va tractar de fer de mediador i al-Afxín el va fe presoner. Les forces d'al-Afxín i Simbaci van xocar a Tols o Dols, prop de la muntanya d'Aragadz i l'emir va ser rebutjat, i va demanar la pau però no va voler tornar al patriarca Jordi mes que a canvi d'un fort rescat.

## Traïcions de Siunia i Baspracània
Durant la guerra, Sargis de Baspracània i el gran ixkhan de Siunia van fer acte de vassallatge a l'emir sàjida. Acabada la guerra el siunià va demanar perdó al rei, que li va concedir, però en canvi va decidir atacar a Sargis de Baspracània i als seus dos germans. Va demanar la col·laboració de Gurguèn de Mardastan i Abu Morvan de Djahuk i Thornavan. La ciutadella de Van, on residia la princesa (filla de'Abu Morvan), va ser assetjada i després d'una breu resistència el seu defensor, de la família Akeatsi, la va entregar. Sargis va demanar ajuda a al-Afxín. Llavors Abu Morvan va deixar la coalició i Gurguèn va quedar sol. Els dos exèrcits es van trobar a Karkinian, a la vall del Kulan, però allí Abu Morvan va imposar la seva medicació: Gurguèn es va retirar als seus feus, amb residència a la fortalesa de Kanguar, i després es va dedicar a fer la guerra a Muixel de Mokq, fill de Simbaci, que va morir en combat, però Gurguèn va morir poc després de la caiguda d'un cavall, potser l'any 897. El seu fill Atom es va acontentar en mantenir el feu de Mardastan sense pretendre en cap moment Baspracània. Un dia Abu Morvan va fer empresonar als seus tres pupils i els va deposar. Probablement tenia l'aprovació del rei, tot i que molts senyors feudals no hi van estar d'acord. Simbaci una mica després el va reconèixer com a príncep de Baspracània.

## Xaibànidesde Diyar Bakr
El 897 l'emir de Diyar Bakr, Àhmad ibn Issa ibn Xaykh, cridat pels senyors feudals de Baspracània, va atacar l'emirat d'Arzèn Abu-l-Maghrà ibn Mussa ibn Zurara (lleial al rei d'Armènia) i el principat de Taron, en mans d'una branca dels Bagràtides, on ara (des el 895) regnava Gurguèn, fill d'Asoci de Taron, que havia derrotat a l'altre pretendent de nom també Asoci (fill de David Arqaik). Gurguèn va morir en la lluita contra l'emir Ahmed que va annexar Taron. També l'emirat d'Arzèn i les muntanyes de Khoit i Sassun (que abans havien estat de Taron però ara pertanyien a Abu-l-Maghrà) va ser atacat i annexionat.

## Lluites pel Taron
L'hereu de Taron, Asoci (fill de David Arqaik) que era gendre de Shahpuh (germà del rei Simbaci I), va demanar l'auxili del rei que va reunir un exèrcit (on hi havia contingents georgians, aghuans i de Baspracània) i va marxar al sud. Va travessar l'Apahunik, va passar prop del llac Van pel Beznunik i d'allí va entrar al Taron oriental. L'emir Ahmed va venir a trobar-lo des de la part occidental. En aquest moment Abu Morvan va canviar de bàndol i secretament es va aliar a l'emir i va portar l'exèrcit reial per contrades inadequades. Al pou d'aigua de Thukh, on l'exèrcit armeni va arribar en malt estat, l'emir va passar a l'atac. L'exèrcit armeni va aguantar però Abu Morvan va abandonar el camp, cosa que va portar a l'abandó d'altres i l'emir va obtenir la victòria. Molts soldats i nakharark van morir i entre ells Asoci, germà de Grigor Supan II de Gelarquniq o Siunia Occidental.

## Tercera intervenció de Muhàmmad ibn Abi-s-Saj al-Afxín
La derrota del rei va ser seguida amb atenció per Muhàmmad ibn Abi-s-Saj al-Afxín des de l'Azerbaidjan. Els seus intents de què els prínceps de Kartli i de Gugarq trenquessin amb Simbaci no van reeixir. Al-Afxín llavors va envair Armènia als voltants de l'any 898, i va assetjar Kars on era la reina (l'esposa de Simbaci) amb altres princeses. L'intendent reial que defensava Kars, Hasan Kentuni, després de força resistència, es va rendir en condicions honorables. Quan al-Afxín va sortir de Kars la ciutat tornà a caure en mans de Simbaci I però estava molt damnada i va passar l'hivern a la fortalesa de Kalzovan al districte d'Eraskhadzor, des on va enviar missatgers a al-Afxín per intentar l'alliberament de la seva muller. L'emir va exigir a canvi una filla del rei i una de son germà Isaac. Finalment els ostatges van ser Simbaci (fill d'Isaac) i Asoci (fill del mateix rei, conegut després com a Asoci II el Ferro). Una filla de Shahpuh (un altre germà del rei) la va donar en matrimoni a l'emir. No va ser fins a la primavera que Shahpuh (que ja era el sogre de l'emir) va anar a la residència d'al-Afxín i va poder emportar-se a la reina i altres princeses.

## Patriarcat de Joan el Catolicós
El 898 va morir el patriarca Jordi II de Garni (durant un viatge a Baspracània) que va ser enterrat a Dsoroivanq (Salnabad, a Baspracània), prop de Van. El rei va fer nomenar Catolicós un religiós que vivia retirat al llac Sevan, Mashtots I d'Elivard, que va morir al cap de set mesos, el 13 d'octubre del 899. Llavors va ser elegit el seu deixeble Joan de Drashkhonakert (és a dir de prop de Dvin) amb el nom de Joan V, conegut com a Patmaban (l'historiador) i que ha passat a la història com Joan el Catolicós (és a dir Joan el Patriarca). Va cupar la seu fins a la seva mort l'any 931.

## Relacions amb el curopalata bagràtida de Klardjètia
L'aliança del curopalata de Kartli (Geòrgia), que sempre va ser lleial a Simbaci, va ser premiada l'any 899, segons l'historiador Joan el Catolicós, amb la corona reial que Simbaci va donar a Adarnases II (amb el títol de "rei d'Ibèria"), però les fonts georgianes diuen que Adarnases es va proclamar rei dels Kartvels (Ibers) circa l'any 888, i la corona que li va donar Simbaci, si realment va anar així, va ser un reconeixement mes que una instauració.

## Quarta i darrera intervenció de Muhàmmad ibn Abi-s-Saj al-Afxín
Un temps després al-Afxín va ocupar Tbilisi i des allí va envair el Shirak, domini personal del rei Simbaci, que es va retirar al Taik i d'allí a Geòrgia. Al-Afxín va entrar a Dvin, on va instal·lar com a governador al seu propi fill Diwdad, amb un eunuc de confiança de nom Yússuf. En aquesta situació la mare del rei fugit va anar a veure a l'emir per demanar la llibertat del seu net (fill de Simbaci) Asoci el Ferro, i altres ostatges com ara un altre net, Simbaci, fill d'Isaac, i l'emir va alliberar a Simbaci.
El rei Simbaci va tornar i prop d'Aní es va entrevistar amb l'eunuc Yússuf, i mitjançant molts regals va aconseguir que el deixes tranquil en els dominis reials, però no va obtenir cap més promesa per a altres territoris. Yússuf va saquejar poc després la província d'Uti a l'Aghuània i el país dels Sevordiq, (entre Shamkor i Gugarq). El nakharar dels Sevordiq, Jordi (Georg) va resistir l'atac però va caure derrotat i presoner, i el van enviar a Phaitakaran on hi havia Diwdad, que va oferir alliberar-lo si es convertia a l'islam, i com que no ho va fer el va fer matar.
Yússuf l'eunuc es va enemistar amb al-Afxín, i per por del seu cap, va fer alliberar els seus ostatges armenis especialment a Asoci el Ferro, fill del rei, i la cunyada (esposa de Muixel, germà del rei) i va fugir amb ells cap a Armènia. El rei li va fer molts regals i el va fer ric i Yússuf se'n va anar a viure a Egipte, on un dia es va saber la seva traïció i el van matar.
Al-Afxín estava reunint a Bardaa un exèrcit per castigar Yússuf quan va morir, el mes de març del 901. Diwdad, el seu fill, va tornar precipitadament a l'Azerbaidjan i les tropes que restaven (principalment a Baspracània) també van tornar. Diwdad ibn al-Afxín no va aconseguir el poder doncs va ser expulsat pel seu oncle Yússuf as-Sají l'agost del 901.

## Simbaci i Yússuf ibn Abi-s-Saj
Simbaci va renovar llavors el vassallatge (nominal) al Califa que li va enviar la tradicional corona reial i li va permetre de lliurar-se del vassallatge que tenia sota l'emir de l'Azerbaidjan. Això va enfurir a Yússuf que va envair l'Armènia per Phaitakaran i Uti arribant al Taixir (a la província de Gugarq (Somkhètia), però Simbaci va tallar els passos cap a la vall de l'Akhurean. Yússuf va poder passar i va arribar al Shirak i es va establir a Dvin, vila de població musulmana amb un emir local l'any 902 nomenat pels sàjides.

## Emirat qaysita de Mantziciert
El 902 l'emir qaysita de Mantziciert (que governava a Malazgird, Ardjesh, Khelat i Berkri) no pagava l'impost i no aportava contingents militars i el rei va decidir castigar-lo. Les tropes del rei, entre les quals hi havia les de Baspracània, i les de Grigor Bagratuní de Mokq (que als voltants de l'any 896 havia succeït a Muixel Bagratuní quan aquest va morir) es van reunir. L'exèrcit es va concentrar a Oshagan (al Aragadzotn) i va avançar cap a l'Apahunik on molts turcs i àrabs s'estaven unint a l'exèrcit de l'emir. Els armenis van arribar a Mantziciert i la van assetjar. L'emir va demanar la pau, concedida mitjançant el pagament de l'impost endarrerit, l'entrega d'ostatges i de la fortalesa d'Erikan a la vall de Halatsovit, antic feu dels Gnuní.

## Primeres lluites amb Yússuf ibn Abi-s-Saj
Enfront de Yússuf ibn Abi-s-Saj el rei va prendre posicions a la muntanya d'Aragadz (Alagodz) i l'emir finalment va decidir fer la pau. El rei armeni es va establir a Erazgavorq (Shirakavan) al Shirak on va rebre l'ambaixada de Yússuf que va entregar a Simbaci una corona per a l'hereu Asoci el Ferro al que, a més, va donar el títol d'ixkhan dels ixkhans. Això va suposar el restabliment del vassallatge nominal d'Armènia als sàjides.

## El rei a la Siunia
L'any 903 el rei va haver d'anar a la Siunia Oriental on el príncep Simbaci no pagava el tribut pel districte de Vaiots Dzor i fins i tot havia fet acte de vassallatge a l'emir de l'Azerbaidjan. Davant l'exèrcit reial, Simbaci es va sotmetre i va enviar al seu germà Isaac a pagar el tribut i fer acte d'homenatge al rei, que va perdonar a Simbaci. El príncep siunià estava casat amb la germana de Sargis de Baspracània, que va fer de mediador. Segons Brosset el príncep va rebre la vila de Naxçıvan que havia pertanyut als qaysites de Mantziciert fins a l'any anterior.

## Lluita amb Constantí d'Abkhàzia
El 904 el príncep Constantí III d'Abkhàzia (governava a Mingrèlia) va intentar conquerir Gugarq, província que reconeixia la sobirania del rei armeni. Això va suposar el trencament entre Simbaci i Constantí abans en bones relacions. Adarnases dels Kartvels i curopalata va prendre partit per Simbaci i va fer presoner a Constantí durant unes negociacions, i el va tancar a Aní. Segons les cròniques armènies Simbaci el va alliberar i li va donar el títol de rei. Això va molestar a Adarnases i des de llavors es van trencar de fet les bones relacions entre ambdós reis.

## Conflicte amb Baspracània
El príncep de Baspracània va conquerir als musulmans la fortalesa d'Amiuk que va ser confiada a Abu Sakr Vahuni cap a l'any 905, però aquest la va cedir al rei Simbaci. El rei la va tornar al príncep Gaguik però a canvi d'una forta compensació. Això va ser l'inici de la desconfiança entre el rei i el príncep de Baspracània que a més a més reclamava Nakhichevan.

## Segon conflicte amb Yússuf ibn Abi-s-Saj
L'any 905 l'emir Yússuf de l'Azerbaidjan es va revoltar contra el califa Al-Muktafí. El califa va demanar l'ajut de Simbaci que era vassall d'ambdós. Tanmateix, l'emir i el califa van fer les paus i llavors el califa va demanar als armenis de pagar els tributs endarrerits a Yússuf. Això va provocar malestar entre els nakharark i entre ells el principal nakharar del Vanand, Hasan Havnuní que es va posar a conspirar i es va aliar amb Adarnases de Kartli. Hasan va encarregar a son sogre d'assassinar al rei i el 907, aprofitant una absència del rei, diversos nakharark rebels van entregar Aní i Erazgavorq a Adarnases (amb part del tresor reial). El rei va tornar i Adarnases es va retirar corrent cap al Taik, on el rei el va perseguir. Adarnases va sol·licitar el perdó que li va ser concedit deixant com a ostatge el seu fill. Hasan i altres nakharark van ser cegats.

## Yússuf conquereix les Siunies
L'any 909 Yússuf va envair les dos Siunies, aliat amb el regne de Baspracània (elevat a regne el 908 pel mateix Yússuf). Simbaci, sense aliats d'importància, va oferir una forta contribució a Yússuf per fer les paus i es va refugiar a la fortalesa de Kelardjq (Gelardjq) o (més probablement) a Odsun (al Taixir). Yússuf no el va poder capturar i va anar a Tbilisi i després a Dvin. Aquí el va vindre a trobar el nebot del rei, Asoci, nakharar de Bagaran i Kolb (fill de Shahpuh el germà del rei Simbaci) que li va retre homenatge. Joan va ser alliberat i es va refugiar amb l'ixkhan Isaac d'Aghuània i més tard en terres del curopalata i rei Adarnases II de Kartli establint-se temporalment al Gugarq sota la seva protecció.

## Yússuf conquereix Armènia
El 910 Yússuf i Simbaci es van preparar per combatre. Simbaci va donar la direcció de l'exèrcit als seus dos fills Asoci el Ferro i Muixel. El combat es va lliurar a Nig, al nord d'Erevan, en un lloc anomenat Tzknavadjar ("el mercat de peixos") i Yússuf va obtenir la victòria al desertar els contingents dels Sevordiq d'Uti. Muixel i el príncep de Siunia Grigor Supan II van caure presoners i van ser enverinats per ordre de l'emir. Yússuf va quedar amo absolut del nord d'Armènia. Mentre el germà de Grigor Supan II, Vasaces, presoner des feia un any de Yússuf, va aconseguir escapar. El seu germà Isaac i la mare Miriam (germana del rei Simbaci, morta potser l'any 912) es van refugiar a Gardman. Yússuf va fer assetjar Vagharxapat, setge que va fracassar segons Joan el Catolicós, però segons Esteve Asolik va ser ocupada l'any 910 però diu que no va ser Vagharxapat sinó Valarshakert al Bagrevand.

## Captura i martiri del rei
Simbaci es va refugiar a la fortalesa de Kapuit-Berd (Castell Blau) a l'Arxarunik. Després d'un temps assetjat va decidir a anar ell mateix a demanar la pau a Yússuf potser l'any 913, que des uns mesos abans estava revoltat contra el Califa Al-Múqtadir. Rebut per l'emir es va acordar la pau, però va haver-se d'escapar del campament quan l'anaven a fer presoner, i va marxar al Shirak. Yússuf va mantenir la paraula donada però va fer buscar al rei que va ser capturat i portat a la fortalesa d'Erendjak a Siunia on Yússuf estava assetjant a Shushan, la mare del fugit príncep Simbaci de Siunia Oriental i va fer torturar al rei fins que Shushan es rendís, però no va aconseguir la rendició. Simbaci va aguantar les tortures i finalment, més mort que viu, va ser executat (crucificat) el 914. Per això se li va dir Simbaci I el Màrtir (Simbaci Nahadak). La fortalesa va caure per fi i els defensors van morir massacrats. Shushan va ser empresonada a Dvin on va morir.
Simbaci va deixar dos fills: Asoci conegut per Asoci Ferro (Asoci II el Ferro) i Abas I (el fill Muixel havia mort el 910) i diverses filles.